# Sanny Åslund
John Sanny Åslund, född 29 augusti 1952, är en svensk fotbollsspelare, -tränare och -ledare samt tidigare VD för AIK Fotboll. Han är far till Martin Åslund. Hans bror, Anders Åslund, är även en tidigare fotbollsspelare. 
Han gick över till Malmö FF våren 1979, men inte i tid för att delta i lagets final i Europacupen. Han räddade kvar AIK i högsta divisionen flera gånger och har även varit skyttekung. Han är gift med Annika Åslund, född Schulman, dotter till Allan Schulman och Eva Tawaststjerna.[källa behövs]

## Meriter
- VM i fotboll 1978